# Uomo dei dolori (Maarten van Heemskerck)
L'Uomo dei dolori è il soggetto di tre dipinti di Maarten van Heemskerck. Il più conosciuto è un  olio su tavola (84,2x72,5 cm) firmato e datato 1532, e conservato nel Museum voor Schone Kunsten di Gand.

## Descrizione e stile
Il dipinto rappresenta Cristo dopo la crocifissione, sostenuto da due angeli, con ferite ben evidenti in tutto il corpo e recante sul capo la corona di spine e un panno che gli copre i fianchi. In alto, su una tabella, si legge "Ecce Rex Veriter" e la data 1532 tra le iniziali dell'artista.
Oggetto di controversie è il fatto che il panno copra una visibile erezione. Van Heemskerck non è l'unico a dipingere Cristo con un'erezione da morto, caratteristica che molti studiosi hanno visto come simbolo di resurrezione e di forza rigenerativa,.
Per quanto riguarda lo stile, l'opera rivela contorni delicati e colori accesi.